# Elias Farkouh
Elias Farkouh (arabiska: الياس فركوح), född 1948 i Amman, död 15 juli 2020, var en jordansk författare.
Farkouh är utbildad i filosofi och psykologi vid Arabiska universitetet i Beirut. Han har gett ut flera romaner och novellsamlingar, och driver förlaget Azminah. Hans första novellsamling Al-Saf'a ("Örfilen") gavs ut 1978, och följdes av Tuyour Amman Tuhalliq Munkhafida ("Ammans fåglar flyger lågt", 1981) och Ihda wa Eshrouna Talqa lil-Nabeyy ("Tjugoen skott för profeten", 1982). För romanen Ard al-Yambous hamnade han på korta listan för International Prize for Arabic Fiction 2008.